# Esporte Clube Tião Maia
O Esporte Clube Tião Maia foi um clube brasileiro de futebol da cidade de Araçatuba.
No curto tempo de existência a equipe disputou apenas uma edição do campeonato paulista da segunda divisão, em 1972.